# Melambia gautardi
Melambia gautardi là một loài bọ cánh cứng trong họ Trogossitidae. Loài này được Tournier miêu tả khoa học năm 1872.